# تپه دره‌ای (۴–۲) سفلی
تپه دره‌ای (۴–۲) سفلی مربوط به دوران‌های تاریخی پس از اسلام است و در شهرستان دورود، بخش مرکزی، روستای بهرام آباد سفلی واقع شده و این اثر در تاریخ ۲۴ اسفند ۱۳۸۳ با شمارهٔ ثبت ۱۱۷۲۰ به‌عنوان یکی از آثار ملی ایران به ثبت رسیده است.